# Viktor Gerhardinger
Viktor Gerhardinger (* 1990 in Passau) ist ein deutscher Koch.

## Werdegang
Nach der Ausbildung bei den Geisel Privathotels in München wechselte er im März 2015 zum Restaurant Kleinschmecker in München. Anschließend war er als Souschef im mit zwei Michelin-Sternen ausgezeichnetem Wiener Traditionshaus Mraz & Sohn bei Markus Mraz und Lukas Mraz tätig. Danach wurde er Küchenchef im Restaurant Walter & Benjamin in München, wo er 14 Punkte im Gault & Millau erkochte.
Im Herbst 2019 wechselte er ins vegetarische Restaurant Tian zu Christian Schagerl in München (ein Michelinstern). Im Februar 2020 wurde Gerhardinger Küchenchef im Tian, das kurz darauf mit einem Michelinstern ausgezeichnet wurde.
Der Gault-Millau zeichnete ihn im Juni 2022 als "Aufsteiger des Jahres" aus. Wenige Wochen später wurde bekannt,  dass das Restaurant Tian zum Jahresende schließt, da der Pachtvertrag auslief. Danach nahm sich Gerhardinger eine berufliche Auszeit.
2025 wurde er als freier Koch und Rezeptentwickler bezeichnet.

## Auszeichnungen
- 14 Punkte im Gault & Millau 2018 & 2019 für das Restaurant Walter & Benjamin
- 2020: Ein Michelin-Stern im Guide Michelin für das Restaurant Tian
- 2021: Ein Michelin-Stern im Guide Michelin für das Restaurant Tian
- 2022: Drei „schwarze Hauben“ im Gault & Millau für das Restaurant Tian (München)[8]
- 2022: „Aufsteiger des Jahres“ im Gault & Millau[9]